# Leader Region Weinviertel-Donauraum
Die Leader Region Weinviertel-Donauraum in Niederösterreich wurde 2007 im Rahmen des LEADER-Förderprogramms gegründet.
Sie umfasst im Bezirk Korneuburg die Gemeinden Bisamberg, Enzersfeld, Großmugl, Großrußbach, Hagenbrunn, Harmannsdorf, Hausleiten, Korneuburg, Langenzersdorf, Leitzersdorf, Leobendorf, Niederhollabrunn, Rußbach, Sierndorf, Spillern, Stetten und Stockerau.